# Спорне
Спорне (рос. Спорное) — селище (у 1953–2011 роках — селище міського типу) в Ягоднинському районі Магаданської області.
Населення — 0 осіб (2014).

## Географія
Географічні координати: 62°20' пн. ш. 151°05' сх. д. Часовий пояс — UTC+10.
Відстань до районного центру, селища Ягодне, становить 94 км, а до обласного центру — 440 км. Через селище протікає річка Оротукан, а також струмок Спорний.

## Історія
Назва селища походить від найменування струмка Спорний, правої притоки Оротукана. Водойма вперше була нанесена на окомірній карті геолога С. В. Новикова, а назва Спорний виникла в результаті суперечки між геологами щодо того, чи можна дістатися через верхів'я струмка до верхів'я річки Утина (права притоки Колими).
У 1934 році селище використовується як перевалочна база, де зосереджувались вантажі, які мали згодом потрапити на копальні та рудники Головного Колимського копальневого управління «Цветметзолото».
На початку 1936 року побудована автобаза, а в наступному році дизельна електростанція і розпочато будівництво котельної.
До початку 1940-х років здано в експлуатацію будинок культури і перші двоповерхові цегляні будинки.
Статус селища міського типу існував з 1953 по 2011 роки.
У 1993 році припинив існувати Спорнинський авторемонтний завод, а до 1995 року тут ще продовжували діяти середня школа, дитячий садок, лазня, котельна, нафтобаза і торгово-комерційне підприємство.

## Населення
Чисельність населення за роками:
| 1959 | 1970 | 1979 | 1989 | 2002 | 2010 | 2014 |
| ---- | ---- | ---- | ---- | ---- | ---- | ---- |
| 2280 | 2952 | 2916 | 2567 | 921  | 8    | 0    |

За даними перепису населення 2010 року на території селища проживало 8 осіб. Частка чоловіків у населенні складала 75% або 6 осіб, жінок — 25% або 2 особи.